# ノイホーフ (フルダ郡)
ノイホーフ（ドイツ語: Neuhof）は、ドイツ連邦共和国ヘッセン州カッセル行政管区のフルダ郡に属す町村である（以下、本項では便宜上「町」と記述する）。町名は現在この町の主要地区をなす旧3か村エラース、ノイシュタット、オペルツの伝統的な総称であった。

## 地理

### 位置
この町の町名の由来となった主邑は、東のレーン山地と西のフォーゲルスベルク山地との間のフリーデタール内、郡庁所在地フルダの南西約 15 km に位置している。

### 隣接する市町村
ノイホーフは、北はグローセンリューダーおよびフルダ、東はアイヒェンツェル、南東はカルバッハ、南はフリーデン（以上いずれもフルダ郡）、南西はシュタイナウ・アン・デア・シュトラーセ（マイン＝キンツィヒ郡）、西はフライエンシュタイナウおよびグレーベンハイン（ともにフォーゲルスベルク郡）、北西はホーゼンフェルト（フルダ郡）と境を接している。

### 自治体の構成
エラース、ノイシュタット、オペルツからなるノイホーフは、同名の自治体の主邑である。この町にはこれ以外にドルフボルン、ギーゼル、ハッテンホーフ、ハウスブルツ、カウペン、ロンメルツ、ティーフェングルーベン地区が含まれる。
人口10,906人（2016年6月30日現在）のノイホーフは、キュンツェル、ペータースベルク、アイヒェンツェルに次いでフルダ郡で4番目に大きな町村である。地区別人口は以下の通りである。
| 地区                                             | 人口   | 人口   |
| ------------------------------------------------ | ------ | ------ |
| ノイホーフ（エラース、ノイシュタット、オペルツ） | 5,025  | 46.1 % |
| ロメルツ                                         | 1,685  | 15.5 % |
| ハッテンホーフ                                   | 1,484  | 13.6 % |
| ギーゼル                                         | 975    | 8.9 %  |
| ハウスヴルツ                                     | 907    | 8.3 %  |
| ドルフボルン（カールベルクを含む）               | 601    | 5.5 %  |
| ティーフェングルーベン                           | 146    | 1.3 %  |
| カウッペン                                       | 83     | 0.8 %  |
| 合計                                             | 10,906 | 100 %  |

## 歴史

### 中世から近世

#### 概要
ノイホーフは、1000年以上の歴史を有している。現在のノイシュタットが956年に初めて文献に記録されている。エラースは1165年に Elderiches として初めて記録されている。
ノイホーフという名称（リトアニア語: Nova Curia、中高ドイツ語: Nuwenhof）は1239年に初めて記述された。これは貴族家のフォン・ノイホーフ家（リトアニア語: de nova curia）およびフルダ領主修道院長の同名の水城に由来する。この水城は元々は城砦として建設された。ノイホーフ家の祖先はおそらく城吏であった。1250年頃に修道院長ハインリヒ4世フォン・エルタール（1249年 - 1261年）が、ノイホーフ城館を城壁、鋸壁、堀で護りを固めた。
ノイシュタットとエラースの他に、城館の近くに集落オペルツが形成された。この集落は1326年に初めて記録されている。水城はおそらく、旧ゲリヒト・フリーデン（ゲリヒトは司法を基本とする地方行政単位）の行政管区の中心であった。特にフルダでペストが猛威を振るった時代（たとえば、1597年や1611年）にはフルダ司教領の行政機関や官房がノイホーフ城に避難してきた。

#### 歴史的な街道
現在のノイホーフ町の集落は、中世には 2つの古い街道ヴィア・レギア（フランクフルト・アム・マインからライプツィヒへの「ケーニヒスシュトラーセ」（王の道）あるいは「ライヒスシュトラーセ」（帝国の道））。「アルテ・ヘールシュトラーセ」（古い軍隊の道）とも呼ばれる）と Antsanvia（マインツからアイゼナハへの交易路。「アルテ・シュトラーセ」（古い街道）とも呼ばれる）の交差する地点に面していた。
さらにヴィア・レギアに沿ってフルダとフランクフルト・アム・マインとの間にヤコブの巡礼路が通っていた。現在、ヴィア・レギアのコース沿いには「Des Reiches Straße」（帝国の道）という標識が建てられている。

### 19世紀
皇帝フランツ2世の下で1801年にリュネヴィルで締結されたフランスと神聖ローマ帝国との平和協定によって、ナポレオンによるドイツの世俗化が始まり、聖界諸侯領は世俗諸侯に分配された。これにより、それまで独立していたフルダ修道院領とこれに付属する地域は1803年にヴィルヘルム・フォン・ナッサウ＝オラニエの所有となった。これによりノイホーフもフルダによる特権と責務を失った。1806年、ナッサウ＝オラニエ公はナポレオンおよびフランスの意を受けたライン同盟に加わらず、このため旧フルダ司教領はナポレオンの直接保護下に置かれた。1810年フランクフルト大公国が建国されると、他の都市や司教領主領と同じようにフルダもカール・テオドール・フォン・ダールベルクの統治下に加わった。その後郡内の村にも初めて自治行政機関が構築された、そのトップにはフランス人の地区責任者、村長、町長が就いた。旧フルダ司教領は、1816年にヘッセン選帝侯領、1866年にプロイセン領ヘッセン＝ナッサウ州となった。

### 20世紀

#### 自治体ノイホーフの成立
ノイホーフ町の主邑は、1928年11月15日にカッセルの県令の指示により、それまで独立した自治体であったエラース、ノイシュタット、オペルツが合併して成立した。

#### 地域再編
ヘッセン州の地域再編に伴って、1972年1月1日にそれまで独立した町村であったドルフボルン、ギーゼル、カウペン、ティーフェングルーベンが合併して拡大自治体ノイホーフとなった。州法の発効に伴い、1972年8月1日にハッテンホーフ、ハウスヴルツ、ロンメルツがこれに加わった。

## 住民

### 宗教

#### カトリック教会

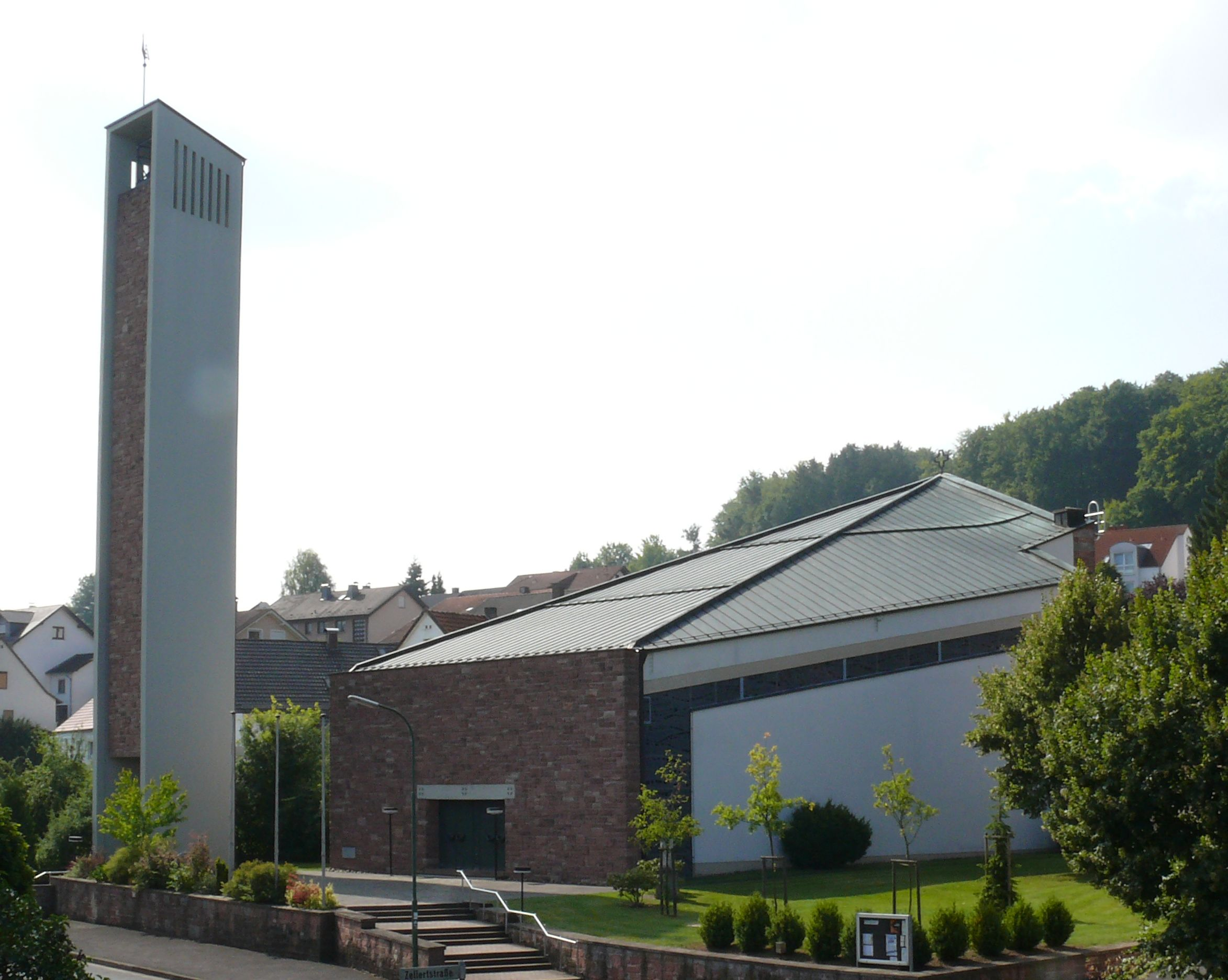
ギーゼルの聖ラウレンティウス教会

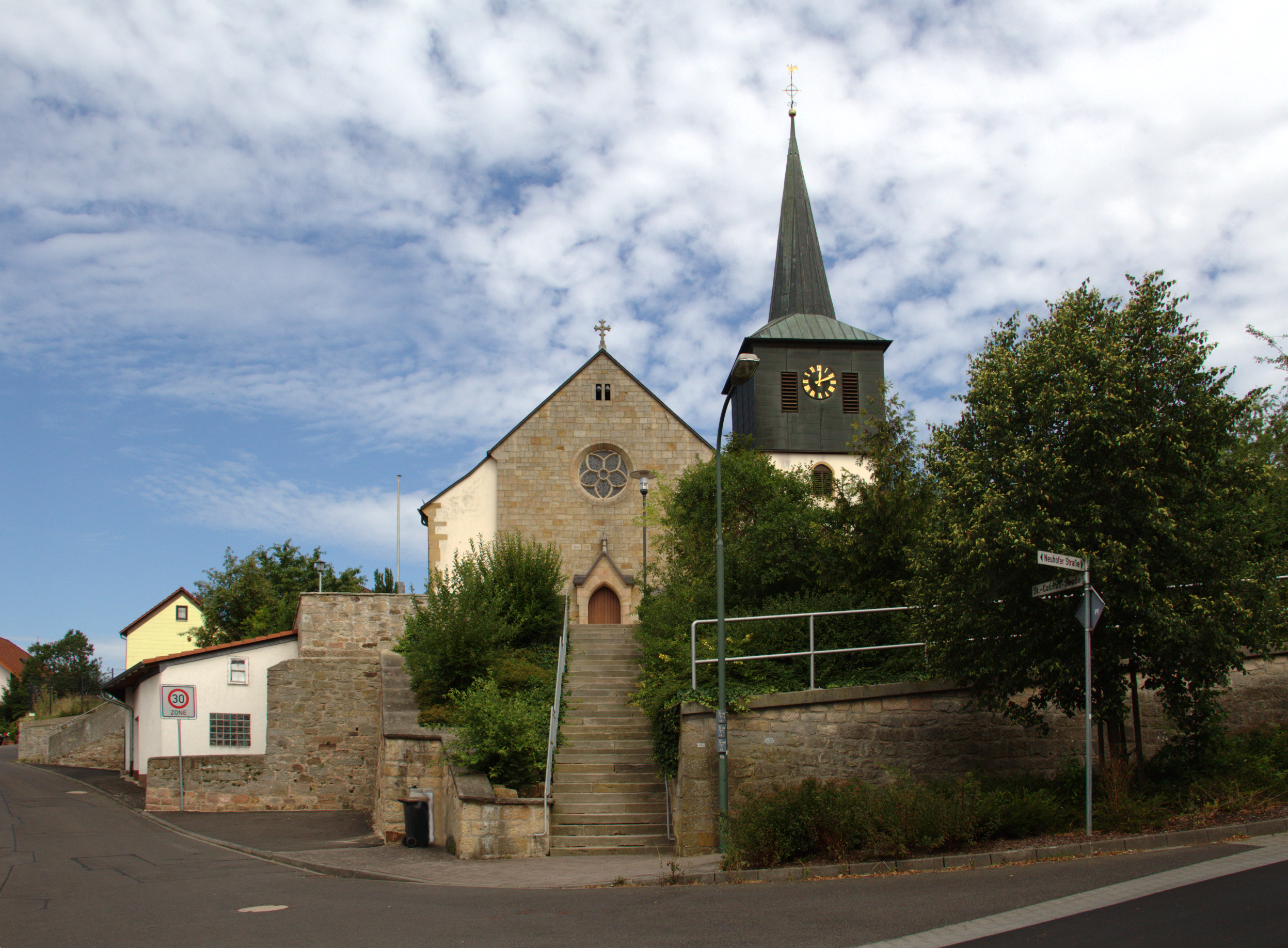
ハッテンホーフの聖コスモスおよびダミアン教会

行政上のノイホーフの町域は、フルダ司教区の3つの首席司祭区および4つの司牧連合に属す5つの教会区にまたがっている。
主邑のノイホーフには、ノイホーフ＝グローセンリューダー首席司祭区およびカルバッハ＝ノイホーフ聖霊司牧連合に属すカトリックの聖ミヒャエル教区がある。この教区には、聖ミヒャエル教区教会、オペルツの教区センター、エラースの聖バルバラ支教会、ドルフボルンの労働者聖ヨハネ（ナザレのヨハネ）支教会、ティーフェングルーベンの聖マリア無原罪のお宿り礼拝堂が属している。信者数は約 4,400人を数える。これはこの町の住民の約 77 % にあたる。この首席司祭区および司牧連合には、この他にロンメルツのマリア被昇天教区が属している。この教区は2005年から主邑ノイホーフの聖ミヒャエル教区が宗教活動を支援しており、両者の共同運営となっている。
ノイホーフ＝グローセンリューダー首席司祭区は、ハウスヴルツのカトリック聖バルトロメウス教区も含んでいる。この教区は、隣のフォーゲルスベルク郡ヴァイデナウの天の女王マリア支教会を有している。この教区も2017年からノイホーフの聖ミヒャエル教区が宗教活動を支援しており、両者の共同運営となっている。教会堂を持たないカウペン集落は、ハウスヴルツの聖バルトロメウス教区に属している。
フルダ首席司祭区およびフルダ＝ヴェスト・パドヴァの聖アントニウス司牧連合には、2012年からフルダ＝ハイムバッハの聖マルクス教区が宗教活動を支援しており、共同運営となっているギーゼルの聖ラウレンティウス教区が属している。また、レーン首席司祭区およびアイヒェンツェル聖マリエン司牧連合に属すハッテンホーフの聖コスマスおよびダミアン教区がある。
かつてのフルダ＝イステルギーゼルの支部教会ギーゼルのマリエ・ゲブルト教会は、2006年にフルダ首席司祭区およびヨハネスベルク司牧連合に属した。その宗教活動はフルダ＝ヨハネスベルクの洗礼者聖ヨハネ教区の支援を受けており、両者の共同運営となっている。

#### 福音主義
ノイホーフには福音主義の教会組織が1つあり、エラースに教区教会と青年の家、ロンメルツに集会所、フリーデンに支教会を有している。

#### かつてのユダヤ教会
1938年までノイホーフにはユダヤ教会が存在した。この教会は、ノイシュタット地区の現在のマルクト通り（当時はフランクフルター通りと呼ばれた）にシナゴーグ（1876年完成）を有していた。その成立は1563年まで遡れることが証明されている。この教会にはノイホーフに住むユダヤ人が属していた。
1938年11月9日から10日の「水晶の夜」にシナゴーグは毀損され、内部の調度は破壊された。建物に放火はされなかった。ノイホーフには当時48人のユダヤ人が住んでいた。その後1942年に残っていたユダヤ人もノイホーフから移送された。
戦争末期に、空き家となっていたかつてのシナゴーグは、違法に住居に改築された。シナゴーグの建物は1945年以後も存在し、1956年にL-型になった。その後個人が購入し、増改築によって外観が大きく変更され、旧シナゴーグとは判らなくなった。増改築の結果は、住居・オフィスの長辺側に見られる。
改築されたにもかかわらず、現在も約 80 % の旧シナゴーグの建築が残されている。当時の儀式用の水槽（ミクワー）は2008年のリノベーション工事の際に、フルダの建築監査官フリードリヒ・ホフマンの設計図に基づいて測量がなされ、一部が再び公開された。案内板や追悼のプレートは設けられていない。
フリーデン町内ノイホーフとフリーデンとを結ぶ州道（旧連邦道 40号線）の高台に1905年に設けられたユダヤ人墓地は現存している。

## 行政

### 議会
ノイホーフの町議会は 37議席で構成されている。

### 首長
ヘッセン州自治体法によれば、首長は、市町村議会の長であり、ノイホーフでは町長の他に6人の名誉職の助役がいる。
町長のハイコ・シュトルツ (CDU) は2016年9月18日に 63.0 % の票を獲得して町長に選出された。この選挙の投票率は 50.7 % であった。彼は2017年2月1日に正式に町長に就任した。
1945年以降の町長
- 1945年 - 1952年　アウグスト・ロッツ
- 1952年 - 1959年　ヤーコプ・シュナイダー
- 1960年 - 1984年　カール・ハイミュラー (CDU)
- 1984年 - 1998年　マルティン・ホーマン (CDU)
- 1999年 - 2017年　マリア・シュルタイス (CDU)
- 2017年 - 　ハイコ・シュトルツ (CDU)

### 紋章と旗
図柄: 金地と緑地に上下二分割。上部は互いに組み合わされた3つの黒い輪と斜め十字に配された黒いハンマーと黒いシュレーゲル（ハンマーの一種）。下部は端まで伸びる金の十字。
ヘッセンの紋章台帳には、1953年に認可された紋章が記述されている。しかし、1963年に内務大臣の許可を得て、上記の異なる配置の紋章に置き換えられた。3つの組み合わされた輪は、1928年にそれまで独立していたエラース、オペルツ、ノイシュタットが合併してノイシュタット町が形成されたことを示唆している。鉱山用具は地元のカリ産業を象徴している。紋章下半分の十字はフルダの紋章の色違いである。
旗の図柄: 黒と金色の横縞に紋章。

## 文化と見所

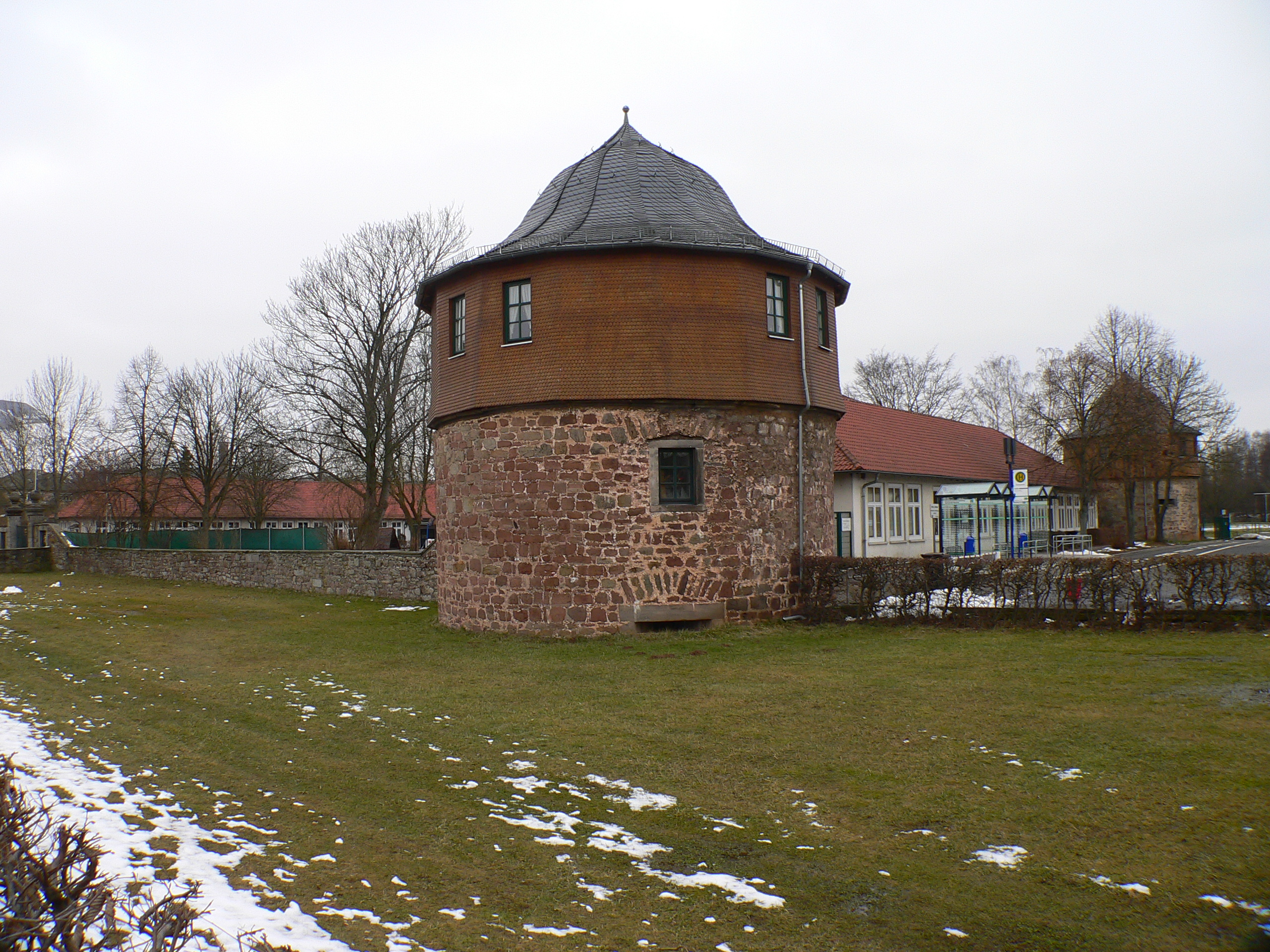
ノイホーフ城の塔

### 建築
この町の象徴的建造物は、オペルツのカトリックの聖ミヒャエル教区教会と、ノイシュタットのノイホーフ城の現存する4つの塔である。ノイホーフ城の主館は1958年に取り壊されており、その跡地には現在シュロスシューレ（ノイホーフ基礎課程学校）がある。
聖ミヒャエル教区教会は三廊式列柱バシリカである。この教会は1831年に建設され、1909年から1911年に拡張された。ファサードは3体の砂岩の彫像によって飾られている。印象的なのは、尖頭屋根を戴いた3階建ての後期ゴシック様式の西塔である。この塔は、オペルツの墓地に平屋の小さな礼拝堂を持つ防衛教会として建設され1409年に大天使ミカエルに献堂された。
バロック様式の半円筒形ヴォールトを有する長堂は簡素な姿である。その調度は様々な時代に製作された。特筆すべきは、たとえば、身廊の後期バロック様式の使徒像である。後期ゴシック様式の洗礼盤は1503年に創られた。

### 音楽
ノイホーフには、教会・世俗の両面で伝統的に活発な音楽生活が成立している。合唱クラブ「ツェツィーリア」（1907年設立）やユーゲン・カントライ聖ミヒャエル（1998年設立）の他、主邑ノイホーフにはアコーディオン・オーケストラ、ブラスオーケストラ、音楽・ファンファーレ隊があり、さらにロンメルツにブラスオーケストラが、ギーゼル、ハッテンホーフ、ハウスヴルツの各地区に音楽クラブがある。また、ドイツ全土で活動するビッグ・バンド「フォアジヒト・ゲプレーゼ」がある。
若い音楽家を奨励するクラブは、新たな音楽的才能の育成に携わっている。

### レジャーとスポーツ
ノイホーフのスポーツおよびレジャー施設は、2つのスタジアム、5つのスポーツグラウンド、6つの体育館、4つのボルツ場、2つのテニスコート、1つの室内テニス/スカッシュ場、多くのケーゲル・レーン、1つのストリートボールおよびインラインスケート場、1つのグリル場がある。大きなスポーツイベントは、ヨハネス＝ケプラー＝シューレの客席約900席のフィーア＝フェルダー＝ハレで行われる。護身術、格闘技、フィットネスのためのスポーツ学校がある。
観光アトラクションは、1999年にオープンした自然科学学習路「惑星の道」がある。これはヨハネス＝ケプラー＝シューレからオペルツァー・ベルクの麓をたどり、カルバッハのアイヒェンリート地区に至る。
ノイホーフは、リューデスハイム・アム・ラインを起点とし、タン (レーン) に至る全長 240 km のライン＝マイン＝キンツィヒ自転車道沿いにある。

### 年中行事
- 2月または3月に主邑ノイホーフおよびギーゼル、ハッテンホーフ、ロンメルツで行われる謝肉祭のイベントとバラの月曜日（ドイツ語版、英語版）のパレード
- 8月の第2週末にギーゼル地区で行われる（ギーゼルの守護聖人聖ラウレンティウスの日が8月10日である）ヘイデルベールフェスト（コケモモ祭）
- 9月末（ノイホーフの守護聖人聖ミヒャエルの日が9月29日である）にノイシュタットの教区集会所で行われるカトリックおよび福音主義教会組織のエキュメニズム教区祭
- 11月の第1週末のキルメス[訳注 1]の日曜日にオペルツの聖ミヒャエル教会広場でキルメスゲゼルシャフト・ノイホーフによって開催されるキルメスタンツ（キルメスのダンス）[16]
- 第2アドヴェントの週末にノイシュタットのシュロスホーフおよび町の中心部で開催されるクリスマスマーケット

## 経済と社会資本

### 下級中心としての機能
ノイホーフ町は、下級中心として、フルダ郡南西部の人口約25,000人相当の地域の中心的機能を担っている。ここには、医院 10院、歯科医院 2院、薬局 2軒、老人介護センター 1軒、教会堂 9棟、郵便局の支局 1か所、駅 1か所、多くの食料品マーケット、銀行、学校 5校、フルダ郡の市民大学分校、幼稚園 6園、町立センター 1軒、公民館 7軒、町立図書館 3館、交番 1か所、道路管理事務所出張所 1か所、山林管理事務所（フルダ営林署管区） 4か所、多くの旅館がある。
しかし、上級中心都市フルダに近いことが、他の要因とともに、ノイホーフが直近の数十年間にいくつかの起業や公共施設を失うことにもつながっている。かつて存在した大きな企業には、ゲブリューダー・フリッケのレーンゴルト＝モルケライ（乳製品工場）、食肉加工業者ヨーゼフ・ルッペル、材木商レショップがある。また、かつてノイホーフには、2つの営林署、フルダ区裁判所の支所、屋内プール、郵便局、バームヘルツィーゲ・シュヴェステルンの老人ホームを併設した支社があった。この他にノイホーフ・ライフアイゼン銀行 eG の自立性も失われた。

### ノイホーフ北産業地区

#### 交通アクセス
- アウトバーン A66号線: ノイホーフ北インターチェンジ (Nr. 52) から直接この産業地区にアクセスできる。
- アウトバーン A7号線: 約 7 km 離れている。A66号線とフルダ・ジャンクションを経由する。
- ローカル鉄道路線のノイホーフ (クライス・フルダ) 駅: 約 3 km 離れている。
- ICE-フルダ駅: 約 12 km 離れている。
- フランクフルト・アム・マイン空港: 約 100 km 離れている。

### フルダ南西地域フォーラム
地域開発のためにノイホーフは、1998年5月にバート・ザルツシュリルフ、アイヒェンツェル、フリーデン、グローセンリューダー、ホーゼンフェルト、カルバッハとともにフルダ南西地域フォーラムを結成し、自治体作業共同体を形成した。この共同体が2006年に登録協会に移行した後、郡手工業者協会、郡農業従事者連合、自然保護連合の作業共同体がこれに参加した。この地域フォーラムは2007年にヘッセン州から、地方経済発展のための共同体主導の LEADER に基づき欧州共同体の振興地域として指定され、2008年から2013年までの支援期間の様々な施策に対する支援金として160万ユーロが支給された。
2008年からこの地域フォーラムはヘッセン地域フォーラム協会 (HRF) e.V. に加盟している。
7町村は以下の課題に共同で取り組んでいる
- 共同での青少年育成
- サイクリングツアーや観光の発展
- 博物館連合
- ホームページの運営
- バイオマス活用研究
- 文化週間と文化イベント
- 毎年秋の地域の日
- 消防士のための効率的な免許取得教育
- 費用対効果の導入
- 地域開発グループとして、地域フォーラムによるEU-資金の回収

### 鉱業

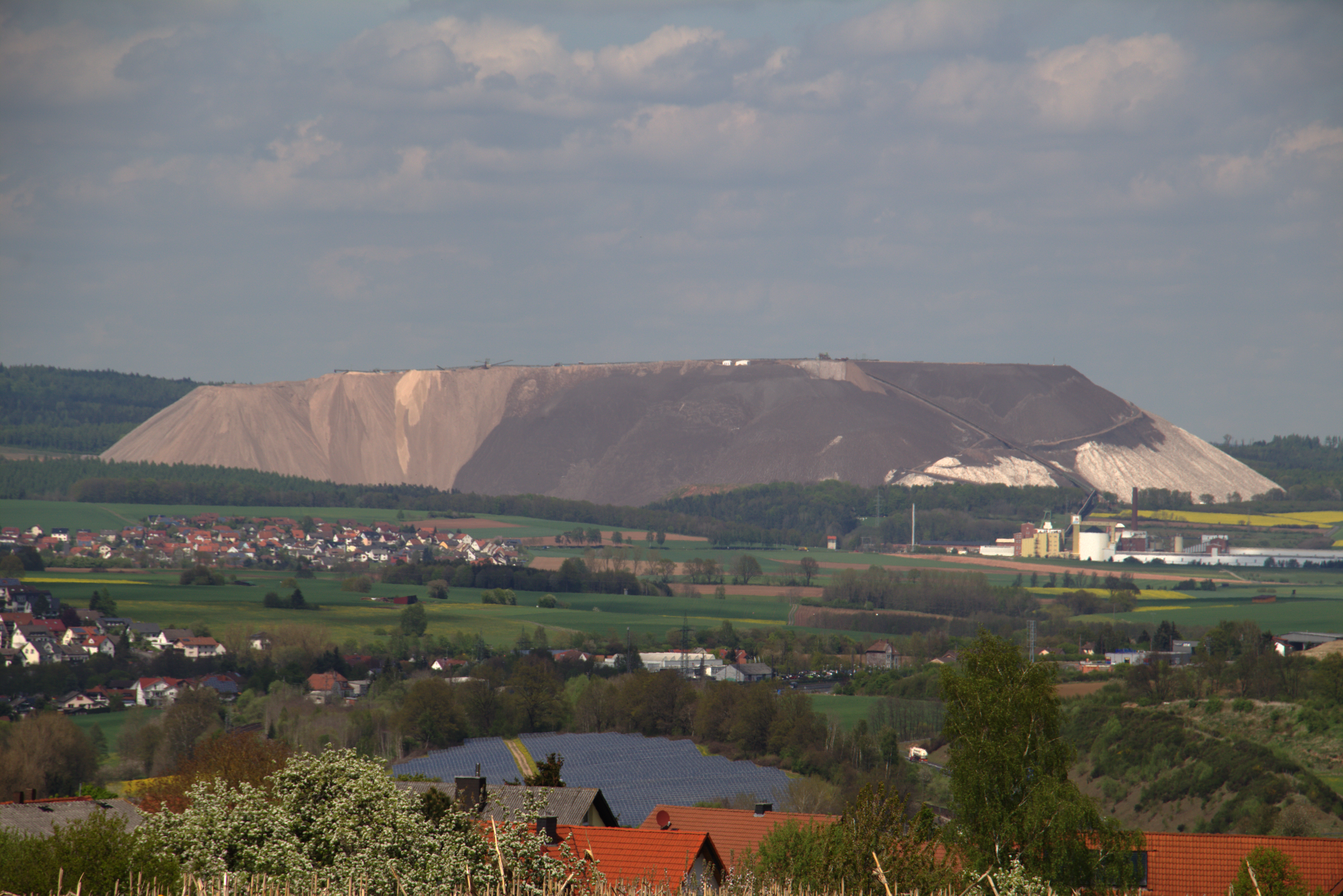
ノイホーフの「モンテ・カリ」

ノイホーフは、フルダ郡唯一の鉱山町である。ノイホーフ＝エラース・カリ工場では、約750人の従業員によってカリ塩が生産され、化学肥料に加工されている。ノイホーフ＝エラースは、年間約400万トンの原料から約130万トンの製品を製造している。この工場は、郡南部最大の工業系企業である。現在この工場は、カッセルの K+S（旧カリ・ウント・ザルツ AG およびヴィンタースハル AG）に属している。地元では「モンテ・カリ」とも呼ばれるボタ山は遠くから観ることができ、特徴的な景観要素でランドマークとなっている。アウトバーン A66号線をディステルラーゼンから来ると、インターチェンジ Nr. 49 シュリュヒテルン北インターチェンジ付近からフルダ方向に視界に入る。ICE フルダ - ヴュルツブルク線でも北のフリーデタール橋付近から見える。高さ海抜 200 m から 500 m のこのボタ山は、約1億2500万トンの物質、主に岩塩、硬石膏、粘土、その他の物質と水でできている。従って、これはヨーロッパ最大級のゴミ集積場の1つである。毎年240万トンが新たに積み上げられる。ボタ山の総面積は現在、約 90 ヘクタールである。カリ工場は、アウトバーン A66号線のノイホーフ南インターチェンジ経由で全国的な道路網と結ばれている。

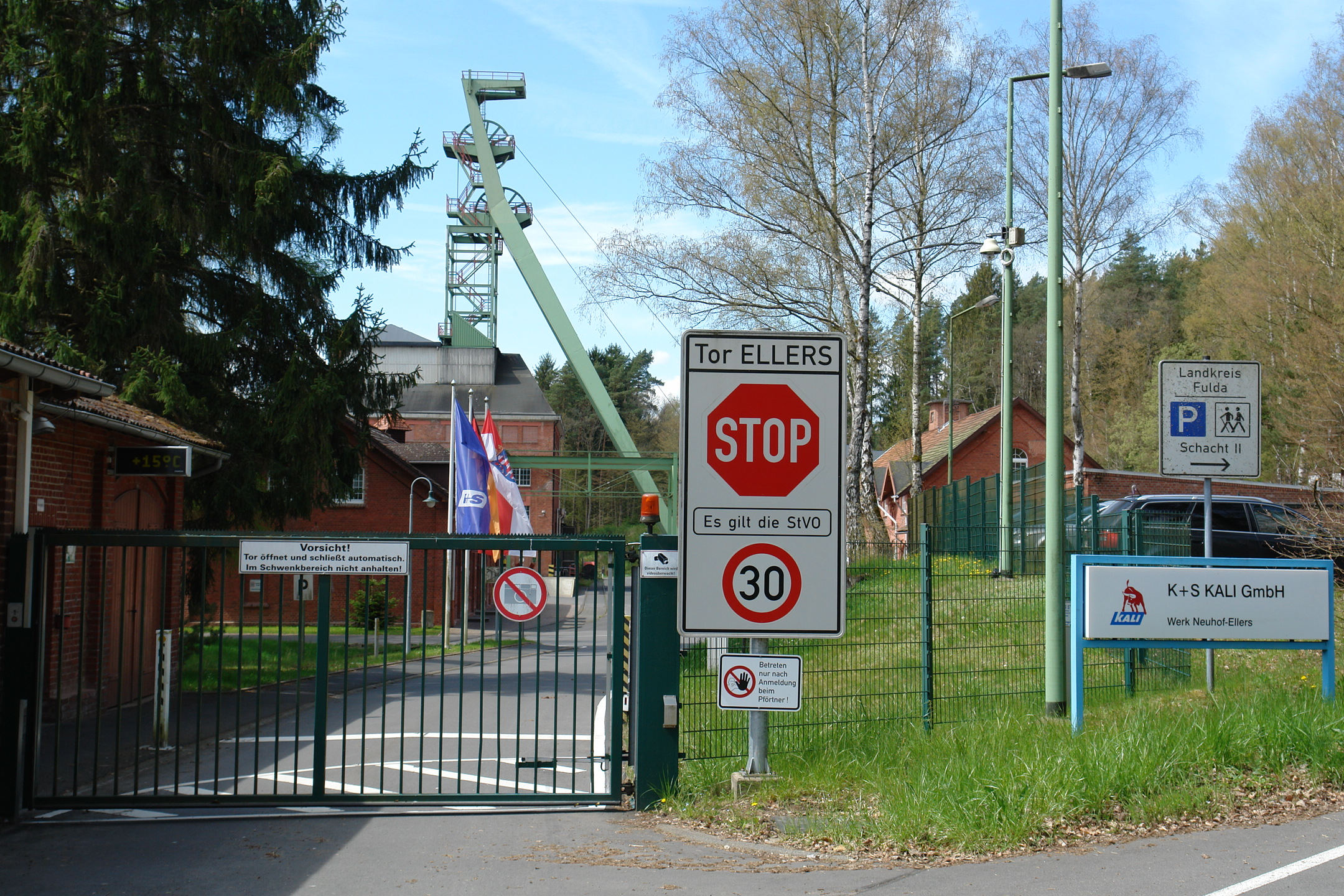
K+Sのノイホーフ＝エラース第2坑

#### カリ工場の歴史
1905年にカリ採掘会社ノイホーフ（1905年12月からノイホーフ共同鉱山会社）が設立され、1909年6月までに最初の557 m の坑道が掘られた。1906年11月には既に、坑外の運営用建造物がすべて完成した。1910年からノイホーフとエラースの2つの鉱山会社が成立した。これらの会社は経営上は一体化されていた。1912年3月に深さ 552 m のエラース坑の採掘が始まったが、第一次世界大戦のために1920年に閉鎖された。
1926年6月末、この鉱山はドイツ・カリシンジケートの法的に定められた採掘配分に基づき閉鎖されたが、ヴィンタースハル AG により予備工場として稼働可能な状態で保持された。ヴィンタースハル AG は1935年2月1日にエラース坑とノイホーフ坑を、1937年4月1日には工場施設と坑内施設の大部分を軍が自由に使えるようにした。この鉱山はドイツ国防軍の弾薬庫に改造され、1939年9月に完成した。4万平方メートルの土地と2本の坑道内に弾薬やいわゆる軍需物資が保管された。1944年6月の段階でも、この弾薬保管庫には14,000トンの火薬や弾薬が保管されていた。この頃から坑道は軍需工場の地下への移転に利用されるようになった。
1944年9月23日の軍需品管理部の意向を承けて、陸軍総司令部はエラース坑をフランクフルト・アム・マインの戦車製造業者アドラーヴェルケに譲渡した。暗号名「シャカール」（ジャッカル）という製造計画がトート機関の指揮下で立案された。坑道施設改造のためにイタリアの政治犯収容者やいわゆる「半ユダヤ人」が強制労働者として働かされた。ノイホーフ駅への空爆や進軍してくるアメリカ軍により、改造工事は1945年3月末に中止された。
軍事的利用を理由に、鉱山の坑道は1945年以後注水されることになっていた。1946年に保管されていた爆薬類は STEG に譲渡された。ヴィンタースハル AG への返却は、1952年に実現した。ヴィンタースハル AG は DDR地域にあるカリ鉱山を失ったため、ノイホーフ鉱山の再開を決定した。戦争による被害を修復した後、1953年にノイホーフの加工場の債権が始まった。1954年10月にこの鉱山は操業を再開した。

### 交通

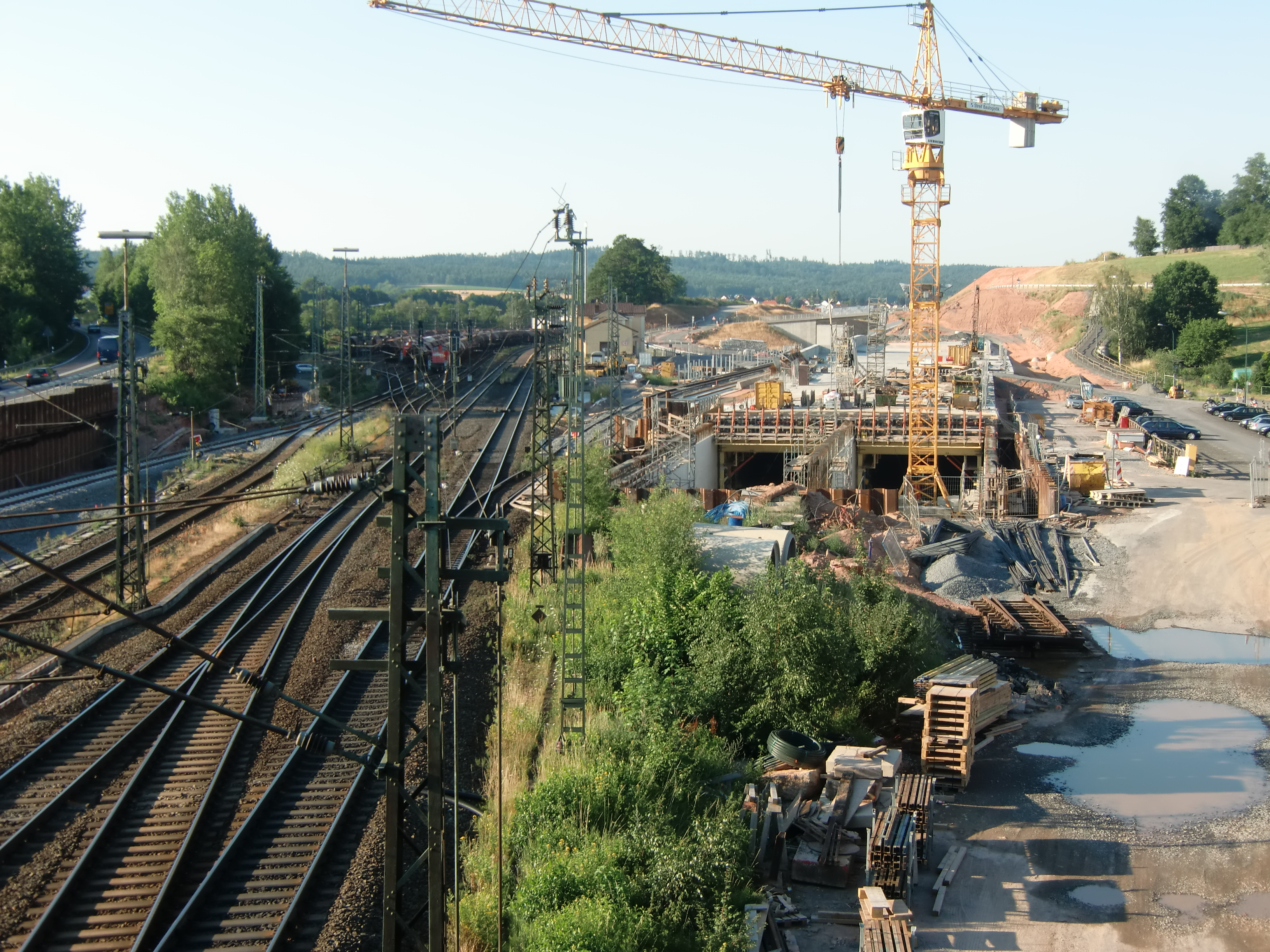
アウトバーンA66号線のトンネル工事（2010年）。すぐ左の線路はキンツィヒタール鉄道で、画面奥にノイホーフ (クライス・フルダ) 駅がある。左端に当時の連邦道B40号線が見える。

#### 広域道路
- アウトバーン A66号線: ヴィースバーデン - フランクフルト・アム・マイン - ノイホーフ - フルダ・ジャンクション（A7号線に接続）
  - ノイホーフ南インターチェンジ (Nr. 51) とノイホーフ北インターチェンジ (Nr. 52) との間に、長さ 1.6 km のノイホーフ・トンネルがこの町を通っている（ノイシュタットとオペルツとの間の鉄道路線と並行に通っている）。このトンネルはいわゆるハウジングであり、山を掘り抜くのではなく、緩衝地帯に開放工法で建設され、最終的に完全に土で埋められたのである。トンネルの開通は、約9年の工期を経た後の2014年9月13日であった。
- 旧連邦道 B40号線: ザールブリュッケン - ノイホーフ - フルダ
  - アウトバーン A66号線のギャップが解消されるまで、当時の連邦道 B40号線がノイホーフ南とノイホーフ北との間をつないでいた。この区間は2017年までに解体され、再自然化がなされた。アウトバーンのノイホーフ北インターチェンジ近くの旧B40号線跡地にノイホーフ町議会の計画に基づき、約100台が駐車可能な通勤用駐車場が設けられる。ノイホーフでは現在も、農業用車両以外の通行が遮断されている。駐車場のための土地は、早ければ2018年末に使えるようになる。
  - 旧B40号線のノイホーフ北とフルダ南との間の区間は、フリーデ川の氾濫原を人工の堤防の上を通っていた。ノイホーフ町議会は将来的に自転車道や遊歩道（特にヘッセン広域自転車道 R3号線）への転用を検討している。

#### 鉄道
- キンツィヒタール鉄道
  - フランクフルト - ベーブラ鉄道のオペルツ地区にあるノイホーフ (クライス・フルダ) 駅は1868年から存在している。フルダ - ノイホーフ区間は1868年7月1日に開業し、ノイホーフ - シュタイナウ・アン・デア・シュトラーセ間は同年12月15日に開通した。現在ノイホーフ (クライス・フルダ) 駅では、1時間間隔にフルダ行きおよびフランクフルト・アム・マイン行きのレギオナルエクスプレス (RE) の列車が利用可能である。この他に、ノイホーフ＝エラース・カリ鉱山への連絡線もある。
  - ドイツ鉄道AGは、アウトバーン建設と関係して、ノイホーフ町内の軌道を拡張し、かつてのS-字状の軌道を真っ直ぐに改良した。その結果、Tempo 160 のICE列車がノイホーフを通ることが可能となった。2011年の軌道改良完了後駅舎が線路の間に位置することとなった。フランクフルト・アム・マイン行きのローカル列車の線路は、南から見て駅舎の左側の古い軌道、ICEとフルダ行きのローカル列車の線路は右側の新しい軌道を使っている。
  - ノイホーフの中心街から徒歩で来る利用者は、2015年11月20日以降、それまでのように10分ほど迂回してツォルヴェーク橋を通らなくても、地下を通って駅に直接アクセスすることが可能となった。
- ハノーファー - ヴュルツブルク高速鉄道線
  - ハノーファー - ヴュルツブルク高速鉄道線がノイホーフ町内を通っている。
  - 南のフリーデタール橋は、ヘッセン・キンツィヒタール鉄道と A66号線を跨いでいる。この橋はハッテンホーフの北西に位置している。
  - 郡道 K100号線とフリーデ川を跨ぐ北のフリーデタール橋はアイヒェンツェル町内のニュヒタースホーフ近郊に架かっている。2つの橋の間、フリーデタールの中央にに小さな隆起がある。
  - 北と南のフリーデタール橋の間にズルツホーフトンネルの掘り出した土砂の集積場がある。しばらくすると、ここは自然にフリーデタールの動植物が繁殖する場所となった。
  - 最寄りの ICE-接続駅はフルダ（14 km 離れている）にある。

#### バス路線 / 公共旅客近郊交通
ノイホーフには、隣接する集落への地域近郊交通会社フルダ (LNG フルダ) mbH の停留所や乗り換え所が数多くある（50番から54番路線）。

### 教育
- 基礎課程学校
  - ノイシュタットのシュロスシューレ
  - ハッテンホーフのアム・リップベルク基礎課程学校
  - ロンメルツのモンテ＝カリ＝シューレ
- 養護課程を含む共同型総合学校
  - オペルツァー・ベルクのヨハネス＝ケプラー＝シューレ - 本課程学校、実科学校、ギムナジウム分課程（ゼクンダーシュトゥーフェ I）
- 相談センターを持つ養護学校
  - ノイシュタットのアルベルト＝シュヴァイツァー＝シューレ
- 市民大学
  - フルダ郡の市民大学の分校

## 人物

### 出身者
- ヴィルヘルム・ディーゲルマン（ドイツ語版、英語版）（1861年 - 1934年）劇作家

### ゆかりの人物
- ヨーゼフ・ブルク（ドイツ語版、英語版）（1909年 - 1999年）イスラエルの政治家、ラビ。1930年頃にキブツとして利用したハッテンホーフのゲーリングスホーフに住んだ。
- ルートヴィヒ・シック（ドイツ語版、英語版）（1949年 - ）バンベルク大司教。1974年から1977年までノイホーフの聖ミヒャエル教区教会のチャプレンを務めた。

## 関連文献
- Michael Mott (1993年11月25日). “Neuhofs Schloßtürme: Erlebare Geschichte/Vor knapp 40 Jahren: Ein stattliches Barockschloß und der größte Fischweiher des Hochstiftes Fulda wurden eingeebnet”. Fuldaer Zeitung:  p. 15
- Michael Mott. “Erinnerungen an die Postkutschenzeit/Gefährdete „Verkehrszeichen“ aus längst vergangenen Tagen im Landkreis Fulda: die Meilen- und Stundensteine (Beispiel Neuhof)”. Fuldaer Zeitung:  p. 13
- Frank Baranowski (Februar 2013).  Hessischer Landesverband e. V. im Bund Deutscher Bergmanns-, Hütten- und Knappenvereine e. V.: “Gezähekiste” (PDF). pp. 6–10. 2019年10月10日閲覧。
- Literatur über Neuhof in der Hessischen Bibliographie

これらの文献は、翻訳元であるドイツ語版の参考文献として挙げられていたものであり、日本語版作成に際し直接参照してはおりません。

## 訳注
1. ↑  キルメス (ドイツ語: Kirmes) は教会開基祭を起源とする民俗祭である。